# New York University
Die New York University (NYU) ist eine Universität in New York City im US-Bundesstaat New York. Die Universität ist die größte private Universität der Vereinigten Staaten mit insgesamt 61.950 Studierenden (Herbst 2023) – davon 29.760 im Bachelor- sowie 27.575 im Master- bzw. Promotionsstudium oder Berufsdoktorat (Medizin / Jura). Sie verfügte im Jahr 2022 über ein Stiftungsvermögen von ca. 5,3 Mrd. USD. Die NYU ist Mitglied der Association of American Universities, eines seit 1900 bestehenden Verbundes führender forschungsintensiver nordamerikanischer Universitäten. Der Campus der Universität liegt im Greenwich Village in Manhattan, New York. Die Universität besteht aus 14 Fakultäten und Colleges.
Die Universität ist besonders für ihre wirtschaftswissenschaftlichen Fakultäten, Volkswirtschaft, Jura, Medizin, Informatik, Mathematik, Philosophie, Politikwissenschaft und Neurowissenschaften bekannt. Sie gilt aufgrund ihres Prestiges, der Qualität der Lehre sowie ihrer Attraktivität und Bedeutung, welche den klassischen Ivy-League-Universitäten in vielerlei Hinsicht mindestens ebenbürtig oder zum Teil sogar überlegen ist, als eine „New Ivy“.

## Geschichte

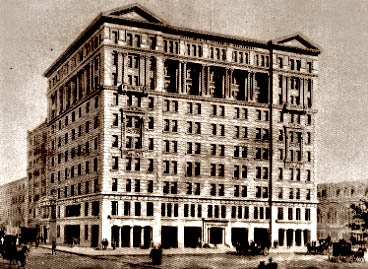
Das Silver Center am Washington Square wurde auch Main Building genannt, da es seit dem Bau im Jahre 1892 als Hauptgebäude der NYU diente. Heute beherbergt es das CAS (New York University College of Arts and Science).

Die New York University wurde am 21. April 1831 von einer Gruppe prominenter New Yorker, unter ihnen der ehemalige U.S.-Finanzminister Albert Gallatin, gegründet. Als Gegenmodell zu den etablierten Universitäten an der Ostküste konzipiert, sollte sie allen Klassen, insbesondere der Arbeiterklasse, und allen Konfessionen offenstehen. Vorbilder waren die Universitäten in Paris, Wien und das University College London. Der Lehrkanon wurde, anders als damals üblich, den Anforderungen angepasst und – abweichend vom klassischen Lehrkanon – neue Studiengänge wie z. B. Wirtschaftspolitik, Geschichte und moderne Sprachen eingeführt.
Diese Einstellung hat sich die Universität bis heute erhalten und sie hat sich auf diese Weise deutlich von anderen Elite-Universitäten wie z. B. den Mitgliedern der Ivy League (Sport Ivy League) abgegrenzt.
Nach zwei Jahren in gemieteten Räumen in der Clinton Hall erwarb die Universität 1833 Land rund um den Washington Square und begann eine umfangreiche Bautätigkeit. Im Jahr 1894 erwarb die Universität einen weiteren Campus auf den University Heights in der Bronx nahe der Columbia University unter der Leitung von Kanzler Mitchel MacCracken. Das College of Arts and Sciences sowie die School of Engineering wurden dorthin verlegt, die verbleibenden Fakultäten zum Washington Square College zusammengefasst. Der ursprüngliche Name University of the City of New York wurde im Jahr 1896 in New York University geändert.
In den frühen 1970er Jahren war die Universität dem Bankrott nahe und musste den University Heights Campus an die City University of New York verkaufen. Trotz dieses in der amerikanischen Universitätsgeschichte einmaligen Vorgangs hat sich die NYU seitdem wieder konsolidiert und ist dank diverser milliardenschwerer Spendenkampagnen in die Liga der Institutionen mit großem Stiftungsvermögen zurückgekehrt. Heute ist die Universität nach der Stadt New York und der katholischen Kirche der drittgrößte Immobilieneigentümer in New York City.
In den 1960er und 1970er Jahren war die NYU Schauplatz von gewalttätigen Studentenunruhen. Im Washington Square Park protestierten die Studenten zunächst für die Gleichstellung der Afroamerikaner, später gegen den Vietnamkrieg.

## Organisation

### Campus

Aktueller und ehemaliger Campus der NYU

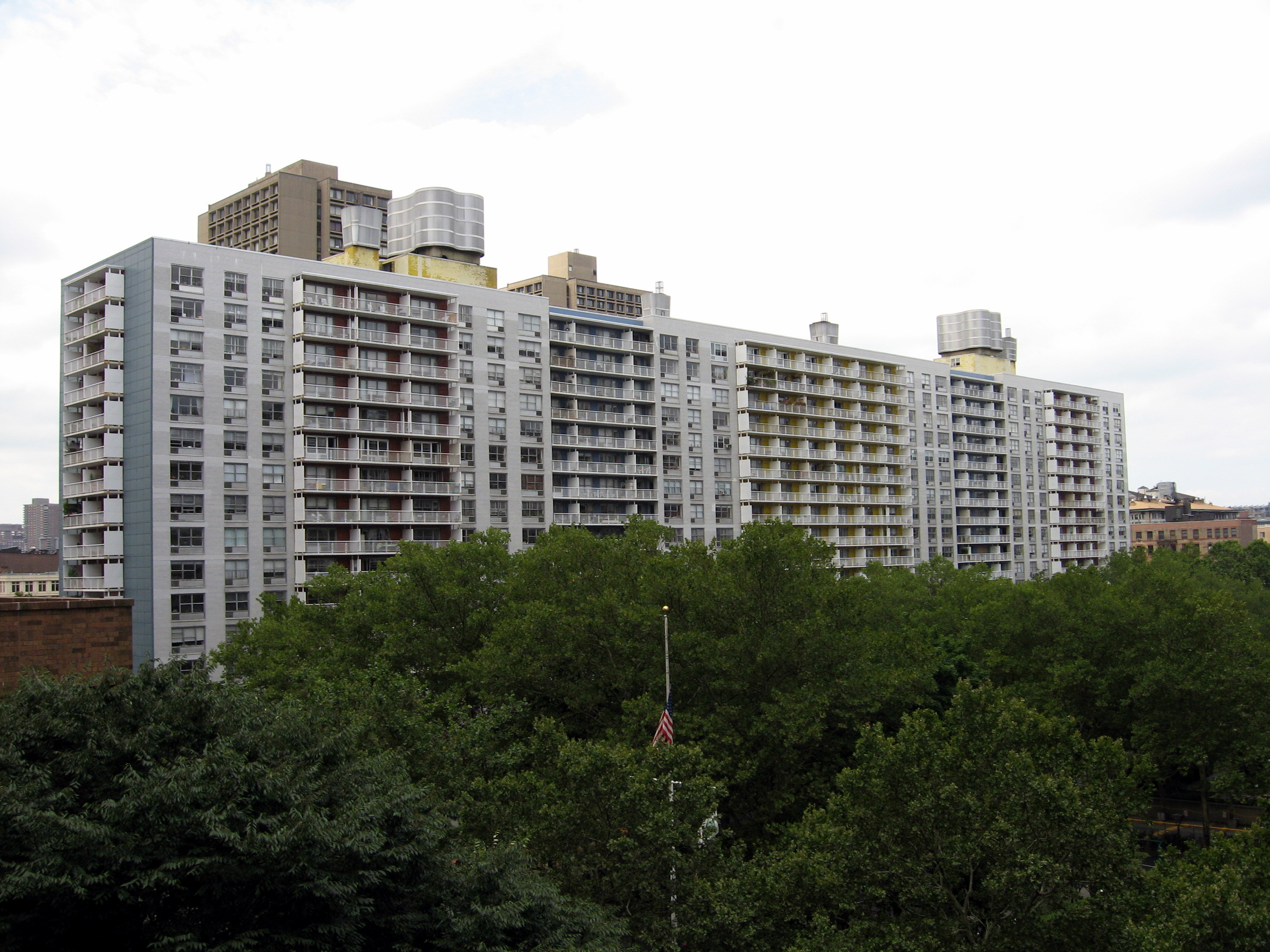
Washington Square Village, enthält unter anderem Wohnungen von Fakultätsmitgliedern und Studenten

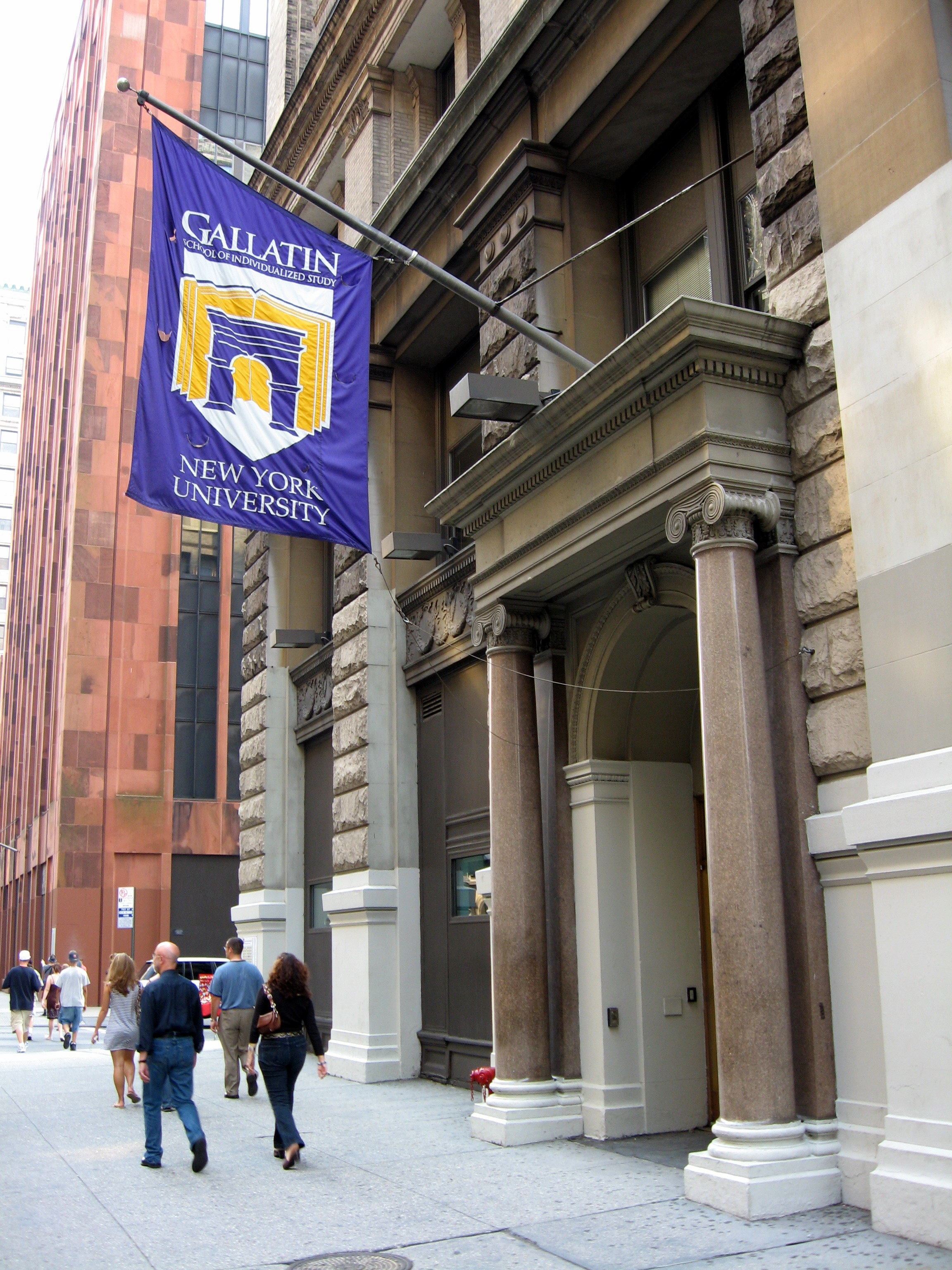
Zur NYU gehörende Gebäude lassen sich an solchen Flaggen erkennen

Seit den 1970er Jahren ist der Washington Square Park das Zentrum der Aktivitäten der NYU. Gelegen im malerischen Greenwich Village, einem der ältesten Viertel New Yorks, war die Universität Zentrum der romantischen Bohème des späten 19. Jahrhunderts.
Bekannte Gebäude der Universität sind die Elmer Holmes Bobst Library, erbaut von den Architekten Philip Johnson und Richard Foster, die auch Tisch Hall, Meyer Hall und das Hagop Kevorkian Center planten. Denkmalgeschützte Gebäude sind weiterhin das Silver Center (ehemals Main Building), das Brown Building, der Judson Hall Block, in dem das King Juan Carlos I of Spain Center untergebracht ist, sowie Vanderbilt Hall und die Townhouse Row am Washington Square North. Sehenswert sind weiterhin das Kaufman Management Center und der Torch Club.
Südlich des Washington Square Parks befindet sich das NYU Village, eine Ansammlung von Wohnhochhäusern für die Professoren und Angestellten der Universität. Die Silver Towers wurden von I.M. Pei entworfen; im Innenhof ist eine Kopie von Picassos Büste von Sylvette (1934) zu sehen.
Rund um den Campus sind weiterhin diverse International Houses verteilt, wie z. B. das Deutsche Haus, La Maison Francaise, das Glucksman Ireland House, das Casa Italiana, das King Juan Carlos I of Spain Center sowie das Hagop Kevorkian Center.
In den 1990er Jahren erweiterte die NYU ihren Campus und erwarb einige Grundstücke am Union Square, um dort Studentenwohnheime zu errichten, wie z. B. Carlyle Court, University Hall, Palladium Residence Hall, Coral Towers, Alumni und Third North Residence Hall.

### Wissenschaftliche Einrichtungen

#### Colleges
- Künste und Wissenschaften – College of Arts and Science (1832)

#### Schools
- Individuelle Studien – Gallatin School of Individualized Study (1972)
- Ingenieurwissenschaften – Polytechnic Institute of New York University
- Künste – Tisch School of the Arts (1965)
- Künste und Wissenschaften – Graduate School of Arts and Science (1886)
- Mathematik – Courant Institute of Mathematical Sciences (1934)
- Medizin – School of Medicine (1841)
- Öffentlicher Dienst – Wagner Graduate School of Public Service (1938)
- Pädagogik und Musik – Steinhardt School of Culture, Education and Human Development (1890)
- Rechtswissenschaften – School of Law (1835)
- Schöne Künste – Institute of Fine Arts (1922)
- Sozialarbeit – Ehrenkranz School of Social Work (1960)
- Weiter- und Berufsbildung – School of Continuing and Professional Studies (1934)
- Wirtschaftswissenschaften – Stern School of Business (1900)
- Zahnmedizin – College of Dentistry (1865)

#### Internationale Einrichtungen
Im Gegensatz zu vielen amerikanischen Universitäten besitzt die New York University eigene akademische Zentren in vielen Ländern und ist dort nicht allein auf Partneruniversitäten angewiesen. Am bemerkenswertesten ist der 57 acre (ca. 28,8 Hektar) große NYU Campus in Florenz, Villa LaPietra, welcher der Universität im Jahr 1994 vom britischen Historiker Sir Harold Acton vermacht wurde.
- NYU in Accra
- NYU in Florenz, Villa LaPietra
- NYU in London
- NYU in Paris
- NYU in Prag
- NYU in Berlin
- NYU in Madrid

An einigen Campus vergibt die NYU akademische Abschlüsse:
- NYU in Abu Dhabi
- NYU in Shanghai

#### Bibliotheken und Seminare

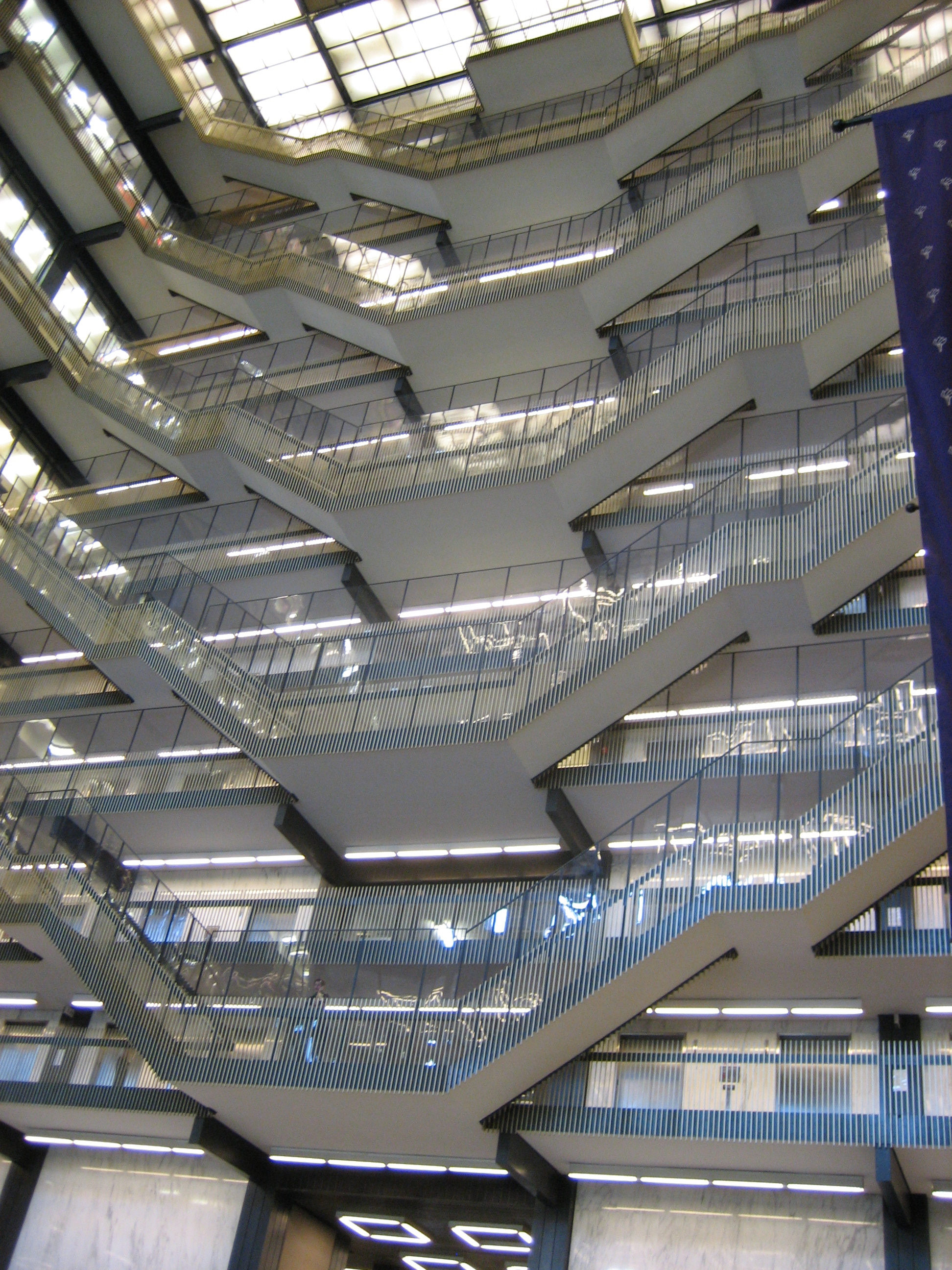
Elmer Holmes Bobst Library

Die größte Universitätsbibliothek ist die Elmer Holmes Bobst Library mit 4,5 Millionen Büchern, 20.000 Zeitschriften, mehr als 3,5 Millionen Mikrofilmen sowie mehreren tausend digitalen Quellen. Die Bücherei hat pro Tag 6.500 Besucher und zirkuliert mehr als eine Million Bücher pro Jahr. Neben Bobst sind das Courant Institute of Mathematical Sciences, die Stephen Chan Library of Fine Arts, die Jack Brause Real Estate Library, die Frederick L. Ehrman Medical Library, die Dental Center’s Waldman Memorial Library und die Law Library Teil des Universitätssystems.

### Zulassung
Die Aufnahme an der NYU ist, abhängig von der Fakultät, sehr selektiv. Die Annahmequote liegt, über alle Fakultäten gemittelt, typischerweise zwischen 20 und 30 Prozent, die Studiengebühren bei knapp unter 40.000 Dollar im Jahr. Die Universität wurde in Umfragen des Princeton Report unter College-Bewerbern als die „Traumschule Nr. 1“ bezeichnet und hat 2004 und 2005 unter allen nordamerikanischen Universitäten den größten Bewerberandrang bewältigt. Die Anzahl an internationalen Studenten an der NYU ist mit etwa 4.000 Studenten aus über 100 Ländern die größte im Land.

### Rankings
In den Rankings des U.S. News and World Report und anderen Publikationen sind die Fakultäten der NYU regelmäßig unter den Top 25 zu finden, so z. B. die NYU Stern School of Business, die NYU School of Law und die Robert F. Wagner School of Public Service. Die Tisch School of the Arts ist eines der bekanntesten Zentren für Musik-, Theater-, Regie- und Bühnenausbildung. Die Fakultät für Philosophie ist weithin als eine der besten des Landes bekannt: Der Philosophical Gourmet Report (2002–2015) bewertet sie sogar Jahr um Jahr erneut als beste philosophische Fakultät in der gesamten englischsprachigen Welt.

### Präsidenten der New York University
- 1831–1839: James M. Matthews
- 1839–1850: Theodore Frelinghuysen
- 1853–1870: Isaac Ferris
- 1870–1881: Howard Crosby
- 1881–1891: John Hall
- 1891–1911: Henry Mitchell MacCracken
- 1911–1933: Elmer Ellsworth Brown
- 1933–1951: Harry Woodburn Chase
- 1951–1952: James Loomis Madden
- 1952–1956: Henry Townley Heald
- 1956–1962: Carroll Vincent Newsom
- 1962–1975: James McNaughton Hester
- 1975–1980: John C. Sawhill
- 1980–1981: Ivan Loveridge Bennett
- 1981–1991: John Brademas
- 1991–2002: L. Jay Oliva
- 2002–2016: John Sexton
- seit 2016: Andrew David Hamilton

### Jüngste Entwicklungen
In den letzten Jahren hat die New York University in diverse neue Gebäude investiert:
- Furman Hall

Furman Hall wurde zu Ehren des Alumnus Jay Furman (JD. '71) benannt. Neben Vorlesungsräumen, Club- und Leseräumen findet sich dort das Law School clinical program, sowie Wohnungen für Lehrpersonal. Das Gebäude wurde von Kohn Pederson Fox Associates PC. erbaut. Nach den Erfahrungen beim Bau des Kimmel Center achtete NYU diesmal darauf, die Anwohner nicht zu sehr zu verärgern und machte weitreichende Konzessionen. So wurde die Höhe des Gebäudes reduziert und auch das ehemalige Wohnhaus des Dichters Edgar Allan Poe (der in einem der angrenzenden Gebäude sechs Monate lebte und dort eine seiner unfruchtbarsten Schaffensphasen hatte) erhalten.
- Kimmel Center for University Life

Das Kimmel Center for University Life ist die zentrale Sammelstelle für alle studentischen Aktivitäten. Es bietet Platz für alle größeren Universitätsveranstaltungen, Ehrungen und Aufführungen. Das Skirball Center for the Performing Arts ist im Kimmel Center mit mehr als 2.200 Sitzen ist eines der größten Theater in New York. Der Bau des Kimmel Center wurde von den umliegenden Bewohnern abgelehnt, da man befürchtete, dass es aufgrund seiner Höhe Einfluss auf die Sonneneinstrahlung am Washington Square haben könnte.
- Palladium Residence Hall

Auf dem Grundstück des Palladiums, ehemals einer der bekanntesten und berüchtigtsten Clubs in New York, wurde 2003 die Palladium Residence Hall errichtet, welche mehr als 2000 Studenten Wohnraum bietet. Dort befindet sich auch der neben dem Coles Sports Center zweitgrößte Sportclub der NYU.

## Medien
Die New York University Press wurde 1916 vom damaligen Kanzler der Universität, Elmer Ellsworth Brown, gegründet, um „akademische Beiträge von vortrefflichen Wissenschaftlern“ zu veröffentlichen.
In den letzten 90 Jahren seit ihrer Gründung hat die NYU Press sich bemüht, die intellektuelle Vitalität der New York University durch die Publikation einer großen Bandbreite von provozierenden und anziehenden Titeln von hohem akademischen Wert zu reflektieren. Unter anderem publizierte der Verlag die gesammelten Werke von Walt Whitman, die Encyclopedia of Jewish Life, die New Encyclopedia of Judaism sowie ausgewählte Werke in den Bereichen der Geschichte der Stadt New York, Balkanstudien sowie auf dem Gebiet der Jüdischen, Afroamerikanischen, Asioamerikanischen und Lateinamerikanischen Kultur.
NYU Press veröffentlicht circa 100 Bücher pro Jahr und hat eine Warteliste von etwa 1.500 Titeln. Vom Chronicle of Higher Education wurde NYU Press als einer der Major Player im Bereich der wissenschaftlichen Publikationen beschrieben.

## Sport
Die Sportteams der NYU sind die Violets. Die Hochschule ist Mitglied in der University Athletic Association.

## Studentenleben
Die Studentenschaft an der NYU ist als sehr heterogen und sehr liberal bekannt. Da die NYU keinen abgeschlossenen Campus hat, konzentriert sich die studentische Freizeit nicht nur auf die Angebote der Universität, sondern breitet sich in der ganzen Stadt aus. Dies führt teilweise dazu, dass der Kontakt zwischen den Studenten innerhalb der Fakultäten nicht sehr eng ist.
Die Universität versucht, dem durch massive Investitionen in das Sport- und Freizeitangebote auf dem Campus entgegenzuwirken. Das Engagement der Studenten spiegelt sich in der hohen Zahl der an der Universität ansässigen studentischen Clubs (etwa 150 bis 170) wider, welche vom NYU Symphonieorchester bis zur Parliamentary Debater's Union reicht.
Das Studium an der NYU ist sehr wettbewerbsorientiert, zumal an der Universität die Noten im Kontext der Leistung der Mitstudenten vergeben werden. Dennoch wird ein kollegialer Ton gepflegt und die Teamarbeit durch die Universität ausdrücklich gefördert.
2003 und 2004 rückten eine Reihe von Suiziden die Frage nach einem ausgeglichenen Studentenleben an der NYU in den Vordergrund. Mehrere Studenten stürzten sich vom 12. Stock in die Tiefe des Atriums des Bobst Library, woraufhin die Universität alle hochgelegene Balkone und Fensteröffnungen mit Glas versiegelte und deutliche Anstrengungen in der psychologischen Betreuung der Studenten unternahm. Die Universität betrachtet diese Vorkommnisse als Einzelfälle.
Die Mitgliedschaft in Fraternities und Sororities ist im Vergleich zu anderen Universitäten an der NYU gering und liegt bei etwa neun Prozent der Studenten.

## Persönlichkeiten

### Professoren
Nobelpreisträger:
- Saul Bellow (1915–2005) – Schriftsteller und Soziologe, 1976 Nobelpreis für Literatur
- Baruj Benacerraf (1920–2011) – Immunologe, 1980 Nobelpreis für Physiologie oder Medizin, Professor (1956–1968)
- Avram Hershko (* 1937) – Chemiker, 2004 Nobelpreis für Chemie
- Otto Loewi (1873–1961) – Mediziner, 1936 Nobelpreis für Medizin, Professor (1940–1961)
- Robert S. Mulliken (1896–1986) – Physiker, 1966 Nobelpreis für Chemie, Professor (1926–1928)
- Severo Ochoa (1905–1993) – Mediziner, 1959 Nobelpreis für Physiologie und Medizin, Professor (1942–1974)

Träger des Alfred-Nobel-Gedächtnispreis für Wirtschaftswissenschaften
- Robert F. Engle (* 1942) – Ökonom, 2003
- Wassily Leontief (1905–1999) – Ökonom, 1973
- Thomas Sargent (* 1943) – Ökonom, 2011, Professor (seit 2002)

### Absolventen
2004 zählte die New York University 350.000 Alumni.
Nobelpreisträger
- Julius Axelrod (1912–2004) – Biochemiker, (M.Sc. 1941) 1970 Nobelpreis für Physiologie oder Medizin
- Mohammed el-Baradei (* 1942) – Jurist, (Ph.D. 1974), später (1981–1987) außerordentlicher Professor für Internationales Recht, 2005 Friedensnobelpreis
- Gertrude B. Elion (1918–1999) – Chemikerin, (M.Sc. 1941) 1988 Nobelpreis für Chemie
- Eric Kandel (* 1929) – Mediziner (M.D. 1955) 2000 Nobelpreis für Physiologie oder Medizin
- Frederick Reines (1918–1998) – Physiker, (Ph.D. 1944) 1995 Nobelpreis für Physik
- Elihu Root (1845–1937) – (LL.B., 1867) U.S. – Kriegsminister (1899–1903), US-Außenminister (1905–1909), 1912 Friedensnobelpreis
- Clifford Shull (1915–2001) – Physiker, (Ph.D. 1941) 1994 Nobelpreis für Physik
- George Wald (1906–1997) – Mediziner, (B.S. 1927) 1967 Nobelpreis für Physiologie oder Medizin

Gewinner des Academy Awards
- Woody Allen (* 1935) – Schauspieler, Regisseur (ohne Abschluss) (1977, Annie Hall; 1986 Hannah and her Sisters)
- Joel Coen (* 1954) – Regisseur, Produzent (1996, Fargo)
- Marcia Gay Harden (* 1959) – Schauspielerin (2001, Pollock)
- Bernard Herrmann (1911–1975) – Komponist (1941, All that money can buy)
- Angelina Jolie (* 1975) – Schauspielerin (1997, Girl, interruped)
- Martin Scorsese (* 1942) – Regisseur, Drehbuchautor und Filmproduzent (2007, Departed – Unter Feinden)
- Oliver Stone (* 1946) – Regisseur, (1978, Midnight Express; 1989 Born on the Fourth of July)
- Marisa Tomei (* 1964) – Schauspielerin, (1992, My Cousin Vinny)

Sonstige Absolventen
- Patricia Bath (1942–2019) – Augenärztin und Erfinderin der Laser-Katarakt-Chirurgie
- Dela von Boeselager (* 1942) – Archäologin und Kunstwissenschaftlerin
- Richard A. Cash (1941–2024), Mediziner
- Clara González (1898–1990) – panamaische Richterin und Hochschullehrerin
- Alexandra Kondracke (* 1970) – Filmregisseurin und Drehbuchautorin
- John Henry Merryman (1920–2015) – Rechtswissenschaftler
- Angela Robinson (* 1971) – Filmregisseurin
- Louise Nixon Sutton (1925–2006) – Mathematikerin und Hochschullehrerin
- Gabriella Tarantello (* 1958) – italienische Mathematikerin und Hochschullehrerin

1984 gründete der spätere Musikproduzent Rick Rubin in seine Wohnheimzimmer der NYU in Greenwich Village das Musiklabel Def Jam.